# كو يون
كو يون هي مغنية صينية، ولدت في 14 ديسمبر 1996.

## وصلات خارجية
- كو يون على موقع ميوزك برينز (الإنجليزية)